# گیسابورو سوگییی
گیسابورو سوگییی (انگلیسی: Gisaburō Sugii; ۲۰ اوت ۱۹۴۰ – ) فیلم‌نامه‌نویس، پویانما، کارگردان فیلم، اهل ژاپن بود. وی از سال ۱۹۵۸ میلادی تاکنون مشغول فعالیت بوده است.
از فیلم‌هایی که او کارگردانی کرده است می‌توان به داستان گنجی (فیلم ۱۹۸۷) اشاره کرد.